# Liste des évêques de Marsabit
Liste des évêques de Marsabit
(Dioecesis Marsabitensis)
L'évêché de Marsabit est créé le 25 novembre 1964, par détachement de celui de Nyeri.

## Sont évêques
- 25 novembre 1964-19 juin 1981 : Charles Cavallera (Charles Maria Cavallera, ou Carlo Maria Cavallera)
- 19 juin 1981-25 novembre 2006 : Ambrogio Ravasi
- depuis le 25 novembre 2006 : Peter Kihara Kariuki

## Sources
- L'ANNUAIRE PONTIFICAL, sur le site http://www.catholic-hierarchy.org, à la page